# 維利沙內 (赫梅利尼茨基州)
49°35′54″N 26°15′42″E / 49.59833°N 26.26167°E
維利沙內（烏克蘭語：Вільшани）是位於烏克蘭西部的村莊，由赫梅利尼茨基州裡赫梅利尼茨基區的沃洛奇斯克市鎮負責管轄。該村始建於1880年，面積0.01平方公里，海拔高度314米，2001年人口7，人口密度每平方公里700人。